# V. R. Raghava Krishna

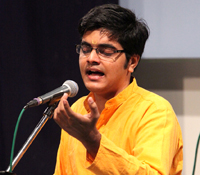
V. R. Raghava Krishna

V. R. Raghava Krishna (* 1987 in Chennai) ist ein indischer Sänger, der Karnatische Musik bevorzugt. 

## Leben
Er stammt aus einer Familie mit einer reichen Musiktradition. V. R. Raghava Krishna ist der Sohn des Violinenveteranen V.V. Ravi und dessen Frau Visalam Ravi. Früh hörte er südindische klassische Musik und erlernte sie von seiner Mutter Visalam Ravi und Akhila Seshadri. Derzeit ist er ein Schüler von Padma Bhushan PS Narayanaswamy und seinem Onkel Naadayogi V.V. Subrahmaniyam.
Er bestritt Solokonzerte an verschiedenen Orten in Indien und im Ausland.

## Andere Aktivitäten
V. R. Raghava Krishna ist ein als B-High eingestufter Künstler in klassischer und hingebungsvoller Musik im All India Radio, Chennai, des staatlichen Hörfunksenders Indiens. Er lernte 3D Animation & Visual Effects an der Vancouver Film School in Vancouver, Kanada.  er arbeitete mit dem Animationsteam von Batman: Arkham Origins, ein Action-Adventure für Xbox 360, WiiU, Playstation 3 und Microsoft Windows.